# Laglesie San Leopoldo
Laglesie San Leopoldo (deutsch: Leopoldskirchen, slowenisch: Lipalja vas, friulanisch: La glesie) ist eine Fraktion der italienischen Gemeinde Pontebba im Kanaltal in der Region Friaul-Julisch Venetien.

## Lage
Das Leopoldskirchen der Monarchie war das Eintrittstor in die Talschaft. Der Historiker Piemonte beschrieb den Ort mit seinen etwa 70 Häusern und der Kirche als typisches Kärntner Dorfbild. Der Ort liegt etwa drei Kilometer östlich von Pontebba im Kanaltal.

## Geschichte
Laglesie San Leopoldo ist eine uralte Siedlung im Kanaltal. Im Mittelalter war hier bereits ein Hospiz und Labestation für die Durchreisenden. Die Bewohner lebten von der Landwirtschaft und der Viehzucht. Ein jedes Haus hatte seine Holzbezugsrechte und Weiderechte. Der Ort hieß ursprünglich Diepoldskirchen, nach einem eventuellen Gründer namens Dietbold. Nachdem Auswärtige den Ortsnamen zu Diebholzkirchen verballhornten, wurde der Ort jedoch zu Leopoldskirchen (Lipala Ves) umbenannt.
Nach dem Ersten Weltkrieg und der Eingliederung nach Italien erhielt der Ort 1919 den Namen
San Leopoldo. Im Jahre 1925 wurde die selbständige Gemeinde in die Großgemeinde Pontebba eingegliedert.
Die häufigsten Namen in Leopoldskirchen lauteten: Franzil, Grilz, Karnel, Klaura, Kovatsch,
Nagelschmied, Themel, Tributsch, Trink, Seger, Willenbart und Zimmermann.

## Sprache
Der Großteil der Bewohner sprach Slowenisch als Muttersprache und beherrschte auch Deutsch.

## Kirche
Bischof Otto von Bamberg stiftete die Kirche St. Gertraud in Leopoldskirchen 1106 oder 1139.
Sie war zunächst Filialkirche von Uggowitz, später von Pontafel.

## Bevölkerung
Noch im Jahr 1925 zählte der Ort 343 Einwohner. 1939 bei der Option waren es noch 240 Personen.
1995 lebten noch 150 Personen im Ort Laglesie San Leopoldo. Heute leben nur noch wenige slowenisch- oder deutschsprachige Familien ständig im Ort, obschon diese in vielen Fällen noch die Besitzer der Liegenschaften sind. Viele Familien aus dem Canal del Ferro und der nahen Carnia haben ihre meist kleinen Landwirtschaften übernommen.

## Persönlichkeiten
- Ida Grilz, Kärntner Mundartdichterin (lebt heute in der Gemeinde Sankt Georgen am Längsee)
- Dieter Themel, Sänger und Vortragskünstler aus Sankt Veit an der Glan
- Helmut Tributsch, Naturwissenschaftler, Professor Physikalische Chemie an der Freien Universität Berlin und Leiter der Abteilung Solare Energetik am Hahn-Meitner-Institut